# 金牛座κ

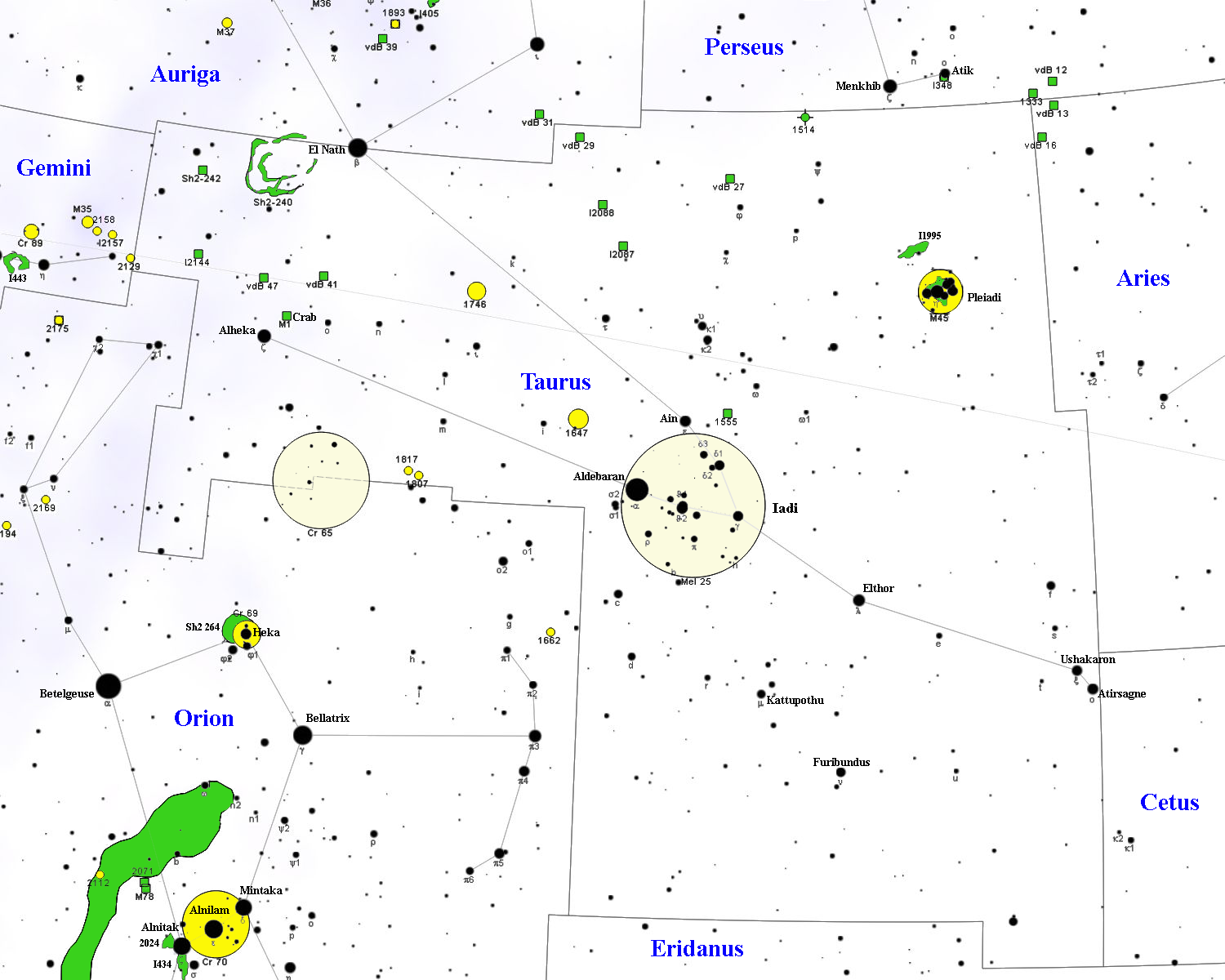
包含深空天體（ DSO）的金牛座星座地圖

金牛座κ（κ Tau，κ Tauri）是一个位于金牛座的恒星系统。它们距离地球约153光年，是离太阳系最近的疏散星团——毕宿星团的成员之一。
金牛座κ恒星系统主要由金牛座κ¹和金牛座κ²构成。金牛座κ¹和金牛座κ²在天球上的距离为5.8角分，实际距离至少为0.25光年。其中金牛座κ¹是一颗A-型白色次巨星，视星等为+4.21。金牛座κ²是一颗白色A-型主序星，平均视星等为+5.27。
在金牛座κ¹和金牛座κ²之间存在一对联星金牛座κC和金牛座κD，它们的视星等都为9等。两颗恒星之间的距离为5.3角秒，它们距离金牛座κ¹ 183角秒。另外，这个恒星系统还拥有两颗12等的伴星——金牛座κE和金牛座κF，它们距离金牛座κ² 340角秒。
在中国古代星官系统中，金牛座κ属于西方白虎七宿中毕宿的星官天街第一星，因此将其称为天街一。但随着西方天文知识的传入，中国人认识到金牛座κ是由金牛座κ¹和金牛座κ²组成。在清朝对星官系统进行补充时，将金牛座κ²继续保留天街一的名字，而金牛座κ¹则被命名为天街增二。但现在依然可以使用天街一指代整个金牛座κ恒星系统。